# Служба DOGE США
Служба DOGE США (англ. United States DOGE Service (USDS)), ранее известная как Служба цифровых технологий США (англ. United States Digital Service), — технологическое подразделение, входящее в состав  Исполнительного офиса президента США.
Цель службы — предоставление консультационных услуг федеральным агентствам по вопросам информационных технологий, упрощение цифровых услуг и модернизация федеральных веб-сайтов. Она была создана 11 августа 2014 года.
20 января 2025 года Цифровая служба США была переименована в Службу DOGE США в честь Департамента эффективности правительства (DOGE). В указе о переименовании USDS президент Дональд Трамп приказал каждому агентству создать команду DOGE из не менее чем четырёх сотрудников по согласованию с USDS для реализации президентской программы DOGE.